# Berenice IV
Berenice IV (em grego: Βερενίκη; 76 a.C.—55 a.C.),[carece de fontes?] filha de Ptolemeu XII e provavelmente de Cleópatra V,[carece de fontes?] irmã de Cleópatra VI, da grande Cleópatra VII, de Arsínoe IV, de Ptolomeu XIII e de Ptolomeu XIV. Seu pai era filho de Ptolemeu IX Sóter II e irmão de Cleópatra Berenice.
Por causa de uma revolta popular, provocada pela anexação do Chipre por Roma,[carece de fontes?] Ptolomeu XII precisou fugir de Alexandria, indo para Roma; Berenice usurpou o trono de seu pai, governando o Egito ao lado da irmã Cleópatra VI entre 58 e 55 a.C,[carece de fontes?] mas dividiu o poder com a irmã mais velha por um curto período de tempo, já que Cleópatra VI morreu após um ano em que ambas subiram ao poder, provavelmente morta por Berenice. Após a morte de sua co-regente, Berenice governou sozinha com o apoio dos alexandrinos, que enviaram a Roma uma delegação para que o Senado arbitrasse no conflito que enfrentava pai e filha.
Por ser mulher, os romanos pediram que se casasse para ter um marido como co-regente e, portanto, governador efetivo do Egito. Mesmo à contra-gosto, Berenice casou-se 2 vezes.
Em mais um dos muitos casamentos diplomáticos entre as dinastias selêucida e ptolomaica, a jovem rainha casou-se primeiro com seu primo, o príncipe selêucida Seleuco Cibiosates. Em poucos dias mandou-o estrangular para ficar como única governante. Seleuco Cibiosates era filho de Cleópatra Selene I, rainha selêucida de origem ptolomaica.
Mais uma vez obrigada pelos romanos, casou-se com Arquelau, sumo sacerdote de Belona em Comana, Capadócia,. Arquelau, que  tinha se tornado rei de Comana no Ponto (ou na Capadócia) por ordem de Pompeu. Ao lado dele, Berenice organizou uma forte resistência ao exercito romano de Aulo Gabínio, que havia sido alugado por seu pai para reconquistar o trono do Egito.
Seu reinado terminou em 55 a.C., quando o seu pai Ptolemeu XII regressou vitorioso do exílio à frente de um exército romano, com o apoio do procônsul da Síria, Aulo Gabínio. Marco Antônio, o futuro triúnviro e último marido de sua irmã mais nova, Cleópatra VII, fazia parte desse exército dirigindo a cavalaria. Arquelau falecera num dos combates contra o exército romano, e Ptolemeu XII, irritado com o que Berenice IV havia feito, ordenou sua execução.
Berenice tinha 18 anos quando usurpou o trono de seu pai, e faleceu aos 21 sem deixar descendentes. Não se conhece a sua titulatura egípcia.